# Православна церква Америки
Правосла́вна це́рква в Аме́риці (англ. Orthodox Church in America, неофіційно Аме́риканська правосла́вна це́рква) — самоврядна автонома помісна православна церква в Північній Америці. Автокефальний статус наданий Московським патріархатом у 1970 році для Православної церкви Америки визнаний лише кількома православними церквами, а саме православними церквами Грузії, Болгарії, Польщі, Чеських земель і Словаччини. Решта церков не визнають ПЦА автокефальною, хоча вони визнають самоврядний характер церкви як самокерованої частини Московського патріархату. Хоча ця політична та церковна проблема є предметом суперечок, ця полеміка не погіршує спілкування між ПЦА та Східною православною церквою. Церква складається з понад 700 парафій, місій, громад, монастирів та установ у США, Канаді та Мексиці. У 2011 році в США вона нараховувала 84 900 членів.
Церква бере свій початок від місії, створеної вісьмома російськими православними ченцями на Алясці, яка тоді була частиною Російської Америки, у 1794 році. Це переросло в повноцінну єпархію Російської православної церкви після того, як США придбали Аляску у Росії в 1867 році. Наприкінці XIX століття Російська православна церква виросла в інших районах США завдяки прибуттю іммігрантів з районів Східної та Центральної Європи, багато з яких раніше були східно-католицькими церквами, а саме греко-католицькими, та Середній Схід. Ці іммігранти, незалежно від національности та етнічного походження, були об'єднані єдиною північноамериканською єпархиєю Російської православної церкви.
Після більшовицької революції патріарх Московський Тихон дозволив усім російським православним церквам за межами Росії керувати собою автономно. В 1924 році Православні церкви в Америці стали самоврядною Росі́йською правосла́вною гре́ко-като́лицькою це́рквою в Аме́риці, яку в народі називали Митропо́лія. Очолив її митрополит Платон (Рождественський). Російська православна греко-католицька церква в Америці отримала автокефалію від Російської православної церкви в 1970 році і перейменувалась у Православну церкву в Америці (ПЦА). Її ієрархи входять до Асамблеї канонічних православних єпископів Сполучених Штатів Америки.
На відміну від більшости ортодоксальних юрисдикцій Сполучених Штатів, ПЦА не має споріднености з якоюсь конкретною іноземною національністю, але більшість членів ПЦА є етнічно євроамериканцями, а більшість священнослужителів ПЦА — це ті, хто народився і виріс у Сполучених Штатах. Однак в ПЦА існують інші етнічні єпархії меншин для румунських, болгарських та албанських іммігрантів. Крім того, як наслідок історії, певні етнічні групи (зокрема, русини-американці та корінні жителі Аляски) непропорційно представлені в ПЦА порівняно із загальним населенням. Літургійні та церковні традиції, такі як форми співу, облачення, іконопис, використання церковнослов'янської мови та архітектури, широко відображають традиції московського православ'я.

## Назва
Відповідно до Томосу про автокефалію в квітні 1970 року, наданого Московським патріархатом, офіційна назва церкви — The Autocephalous Orthodox Church in America. Однак у повнішому Томосі про автокефалію від березня 1970 р. в статті VIII зазначається, що юридична назва церкви — Orthodox Church in America (російська мова на відміну від болгарської чи македонської мов не використовує артиклів).
У 2005 році Тихон (Фіцджеральд), тодішній єпископ Західної єпархії ПЦА, заявив, що офіційна назва юрисдикції — The Orthodox Church in America (TOCA), але стаття була скасована через помилку друку. Перші використані назви (Orthodox Church in America і OCA) залишаються найпоширенішими як у межах юрисдикції, так і поза нею.

## Історія

### Місіонерська робота
Першими корінними американцями, які стали православними, були алеути, які жили в контакті з сибірськими торговцями хутром в середині XVIII століття. Їх хрестили здебільшого їхні православні торгові партнери або під час випадкових відвідувань священників, які служили на борту досліджуючих суден російського флоту. Російська колонія на Алясці була створена в 1784 році купцем Григорієм Шеліховим. Спроба Шеліхова колонізувати острів Кадьяк зустріла опір місцевого населення. Він повернувся до Росії і призначив Олександра Баранова директором колонії. Для того, щоб переконати російський імператорський суд у серйозності своїх колоніальних амбіцій, Шеліхов завербував добровольців із Валааму — середовища, яке виглядає вражаюче схожим на пейзаж архіпелагу Кадьяк, та монастирів Коневиця для подорожей до нової колонії.
Добровольці, очолювані архимандритом Йоасафом Болотовим, відправились з Санкт-Петербурга 21 грудня 1793 року і прибули на острів Кадьяк 24 вересня 1794 року. Коли вони прибули, вони були шоковані жорстоким поводженням з тубільцями з боку російських поселенців і Баранов. Вони надіслали Шеліхову звіти з докладними зловживаннями з боку місцевого населення, але їх проігнорували. У відповідь, однак, Священний Синод створив допоміжний єпископський престол на Алясці в 1796 р. І обрав о. Йоасафа єпископом. О. Йоасаф і невеличка партія повернулися в Росію в 1798 році для його освячення та пропонували з перших рук розповіді про побачене. Під час зворотного подорожі до колонії в травні 1799 р. Їх корабель затонув, і всі на борту загинули. У 1800 р. Баранов помістив решти ченців під домашній арешт і заборонив їм будь-які подальші контакти з місцевим населенням.
Незважаючи на відсутність керівництва, православна місія на Алясці продовжувала зростати. Однак у 1811 р. Священний Синод офіційно закрив єпископський престол. Лише в 1823 році Священний Синод надіслав вказівки новому священику поїхати на Аляску. Джон Веніамінов з Іркутська зголосився поїхати і виїхав з Росії в травні 1823 р. Він разом з родиною прибув на острів Уналаска 29 липня 1824 р.. У 1840 році, після смерті дружини, Веніамінов прийняв чернечий постриг і, прийнявши ім'я Інокентій, висвятився в єпископи Камчатки, Курильських та Алеутських островів, зробивши його першим правлячим єпископом місії Аляски з часу єпископа Йоасафа. Єпископ Інокентій був піднесений до архиєпископа в 1850 році. За його місіонерську та наукову діяльність, зосереджену на змішуванні корінних мов та культур Аляски з православними традиціями, Інокентій став святим Православної Церкви в Америці в 1977 році, і його називають Просвітителем алеутів і апостолів Америки.

### Зростання
У 1868 році в Сан-Франциско, штат Каліфорнія, була створена перша православна церква в сусідніх Сполучених Штатах. Протягом решти XIX століття по всій країні були створені численні парафії. Хоча ці парафії, як правило, були багатоетнічними, більшість отримували підтримку від місіонерської єпархії. У 1872 році єпархіальний престол був переселений з Аляски в місто Сан-Франциско, штат Каліфорнія, США. Сама місія була заснована як окрема єпархія Аляски та Алеутських островів 10 червня 1870 р. Після продажу Аляски Сполученим Штатам у 1867 р. У листопаді 1870 р. була освячена перша православна церква в Нью-Йорку.
Кілька єпископів латинського обряду в США сприймали католицизм східних обрядів; деякі, такі як архиєпископ Сент-Пол, штат Міннесота Джон Ірландія, насправді були ворожими, особливо стосовно питання одруженого духовенства. У 1891 році Алексіс Тот ввів у православ'я групу з 361 східних католиків. Відтоді і до своєї смерті в 1909 р. Тот привів до православ'я приблизно 20 000 східних католиків із 65 незалежних громад. До 1917 року було перетворено 163 католицькі парафії східного обряду, що складалися з понад 100 000 вірних. За його зусилля, Тот був прославлений як святий в 1994 році.

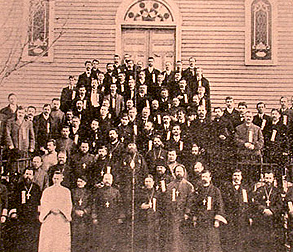
Перший Всеамериканський собор відбувся 5–7 березня 1907 року.

Визнавши розширення церкви за межами Аляски, єпископ Тихон (Белавін) звернувся до Священного Синоду з проханням змінити назву єпархії на Єпархію Алетів і Північної Америки. Це було затверджено в лютому 1900 року. У 1903 р. він освятив допоміжного єпископа для Аляски, а в 1904 р. посвятив Рафаеля Гававені для управління арабськими парафіями. У 1905 р. єпископ Тихон переніс єпархіальне управління з Сан-Франциско в Нью-Йорк.
У звіті до Священного Синоду того року єпископ Тихон запропонував кардинальні зміни в роботі єпархії. Визнаючи потреби зростаючої багатоетнічної православної громади, він рекомендував реформувати місіонерську єпархію в госпрозрахункову американську єпархію, що складається з численних допоміжних єпархій. Його план передбачав створення російської (Нью-Йорк), арабської (Бруклін), сербської (Чикаго) та грецької єпархій. Крім того, він закликав створити керівну раду, до складу якої входили б духовенство та миряни, яка б збиралася для обговорення адміністративних та канонічних питань. 5 березня 1907 року в Мейфілді, штат Пенсільванія, відбувся перший всеамериканський собор. Однак після перенаправлення архиєпископа Тихона в Росію того року було проведено мало його реформ.
У цей період єпархія займала освіту та благодійність. У 1905 році архиєпископ Тихон керував створенням православної семінарії в Міннеаполісі, штат Міннесота. У 1912 році семінарія Св. Платона переїхала з Міннеаполіса в Тенафлі, штат Нью-Джерсі, і в ній навчалося 78 студентів з того часу до 1923 року. У 1916 році в Брукліні було створено неакредитований Російський жіночий коледж. Також було створено іммігрантське товариство та дитячий будинок, а також перші православні монастирі в США (чоловічий монастир Святого Тихона в 1905 році та Покров Пресвятої Богородиці для жінок у 1915 році).
До 1917 року американська єпархія була найбільшою в Російській православній церкві. Вона зросла з десяти парафій у 1890 році до понад 350. Більшу частину фінансування єпархії забезпечувала Російська церква через Імператорське місіонерське товариство. Зв'язки між Американською єпархиєю та Російською Церквою будуть серйозно порушені подіями того року.

### Революція та сум'яття

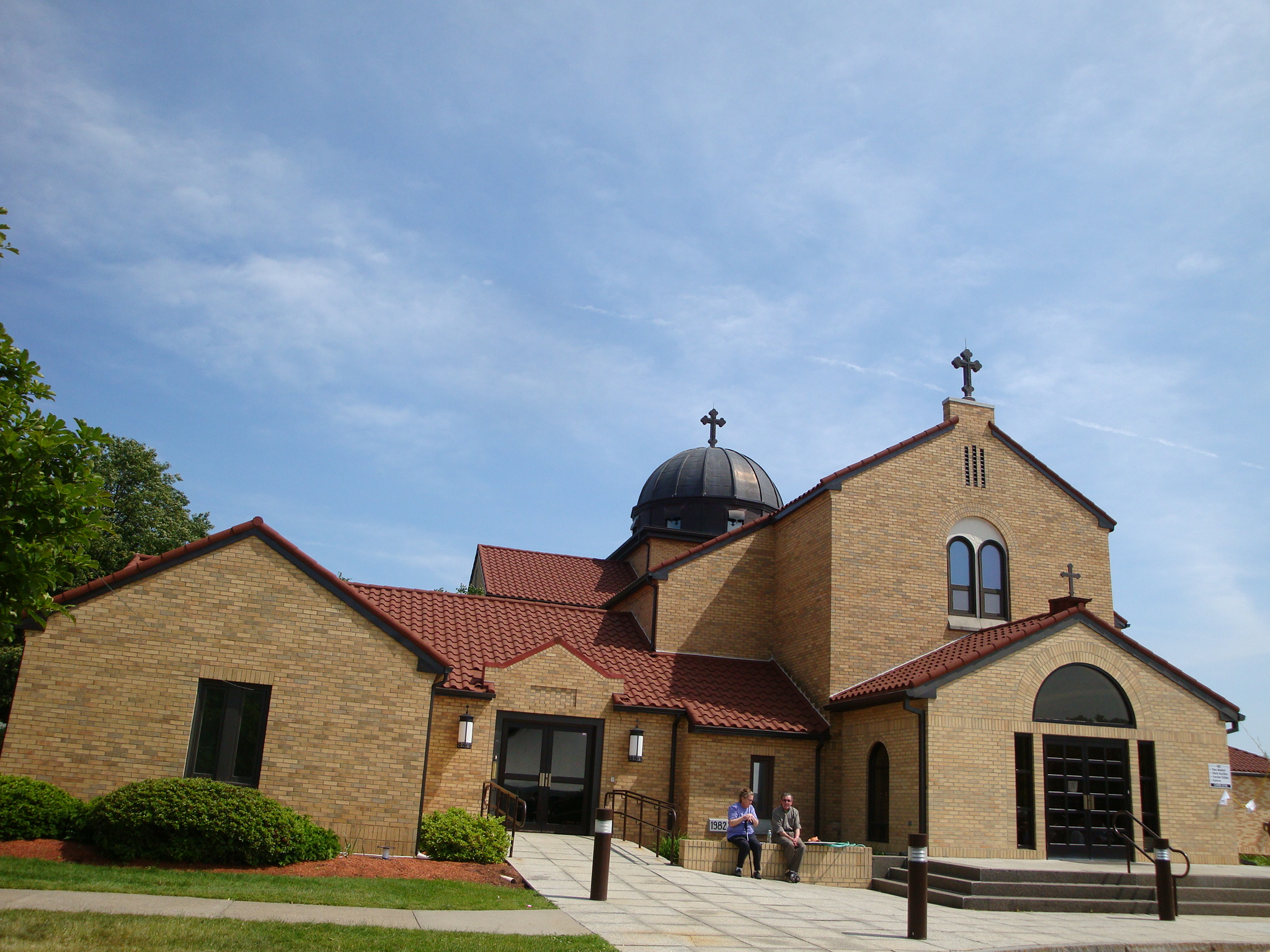
Албанська православна церква у Вустері, штат Массачусетс

Російська революція 1917 року та подальше встановлення комуністичної радянської влади почали період репресій Московського патріархату. Церковне майно було конфісковано, і коли патріарх Тихон чинив опір, він перебував у в'язниці з квітня 1922 до червня 1923 року. 20 листопада 1920 р. патріарх Тихон офіційно уповноважив російських православних єпископів створювати тимчасово незалежні організації до тих пір, поки не зможуть відновитись нормальні зв'язки з патріархатом та управління ними.
Етнічні групи в межах американської єпархії почали перебудовуватись з іншими національними церквами. У 1918 р. Група українців Канади створила Українську греко-православну церкву в Канаді, а в 1922 р. — Грецьку православну архиєпархію Америки. У 1926 році серби приєдналися до Сербської православної церкви. У результаті перестановок Афтіміос Офіш та Платон зафрахтували Американську православну католицьку церкву в 1927 році.
У Радянській Росії осколкова група, відома як Жива Церква, отримала офіційне державне визнання замість Московського патріархату в 1922 році. У США група духовенства Живої Церкви на чолі з Джоном Кедровським намагалася скинути правлячого американського ієрарха єпископа Олександра (Немоловський). Єпископ Олександр, крім політичної та етнічної боротьби своєї єпархії, також мав справу з нарощуванням церковного боргу внаслідок втрати коштів Російської Церкви. Він був змушений закласти церковне майно для виплати кредиторам, і його замінив у 1922 році архиєпископ Платон (Рождественський), який раніше служив архиєпископом єпархії з 1907 по 1914 рік.
Після повернення архиєпископа Платона він був обраний митрополитом всієї Америки та Канади на третьому Всеамериканському соборі в листопаді 1922 р. Незабаром комуністична влада в Росії (у співпраці з Живою Церквою) намагалася заволодіти церковними активами в США. У відповідь на це четвертий Всеамериканський Собор, скликаний у квітні 1924 р. Під час Собору було здійснено історичний крок з оголошення Північноамериканської єпархії тимчасово самоврядною. Це мало бути необхідним лише доти, поки відносини з Російською Церквою не зможуть нормалізуватися, і виправданням цього кроку став попередній указ патріарха Тихона. Єпархія була офіційно зареєстрована як Російська православна греко-католицька церква Америки.
Незважаючи на умови, встановлені указом Тихона щодо невиконання цієї тимчасової автономії, американська єпархія Російської церкви оголосила самоврядування в 1924 р. проти протестів патріархату, з яким вона мала зв'язок і яка була здатна до управління, мала свої Американське відділення було готовим. Відмова американського відділення подати патріархат, таким чином, офіційно базується на документі, умовам якого він не відповідав. Насправді, це страх перед комунізмом і переконання, що патріархат був скомпрометований, що спричинило повстання, поєднане з бажанням митрополії відмежуватися від Російської православної церкви за межами Росії (РПЦЗ).
Незважаючи на декларацію самоврядування, Кедровський та Жива церква були нагороджені єпархіальним собором церкви в Нью-Йорку. Щоб запобігти подальшій втраті майна, єпархія дозволила окремим парафіям взяти у власність свої майна, що робило їх фактично незалежними. Це, у поєднанні зі збільшенням кількости етнічних парафій, які приєднуються до інших православних юрисдикцій (а також деяких неправославних), призвело до унікальної ситуації в православній Америці, в результаті якої численні юрисдикції географічно перекривались. Інша частина Американської церкви стала неформально відомою як Митрополія (або під юрисдикцією Митрополита). Після смерті патріарха Тихона Російська православна церква на чолі з митрополитом Сергієм розпочала співпрацю з радянською владою. У 1933 р. Російська церква оголосила Митрополію схизматичною.
Третя російська церква — Синод єпископів Російської закордонної церкви (також відомий як Карловський синод, а згодом — Російська православна церква за межами Росії, або РПЦЗ), утворена в 1921 р. Синод розглядав себе як представник усіх російських православних за кордоном, в тому числі Митрополія. Митрополія спочатку співпрацювала з синодом, але в 1926 р. розірвала відносини з ними, посилаючись на зростаючі претензії синоду на владу в Америці. Синод, зі свого боку, призупинив дію митрополита Платона та його духовенства. У 1935 р. було підписано угоду під назвою «Тимчасовий регламент Російської православної церкви за кордоном», яка нормалізувала відносини між Митрополією та РПЦЗ. 6-й Всеамериканський собор, що відбувся в 1937 році, підтвердив, що, хоча митрополія залишалася автономною, вона звітувала перед РПЦЗ з питань віри.
РПЦЗ, змушена покинути Югославію до кінця Другої світової війни, врешті-решт створила свою базу операцій у Нью-Йорку. У 1946 р. На 7-му Всеамериканському соборі було вирішено, що Метрополія розірве свої зв'язки з РПЦЗ та спробу повернутися до Московського патріархату. Це повернення було запропоновано із застереженням про те, що Митрополії дозволено зберегти свою автономію. Коли ця умова не була виконана, Митрополія продовжувала діяти як самоврядна церква.
Хоча впродовж наступних кількох десятиліть періодично проводились спроби примирення між митрополією та Російською церквою, серйозного прогресу досягнуто не було. У цей час етнічний характер митрополії почав змінюватися. Оскільки багато російських іммігрантів до Америки приєдналися до вокально антикомуністичної РПЦЗ, митрополія все більше переживала свій ріст завдяки додаванню англомовних навернених. У результаті етнічний склад митрополії почав відходити від суто слов'янського, до якого входили переважно московити й українці (галичани та русини).

### Рух до єдности та незалежности
До 13-го загальноамериканського Собору в листопаді 1967 року була підготовлена пропозиція змінити назву церкви з Російської православної греко-католицької церкви Америки на «Православна церква в Америці». Собор єпископів, уже знаючи про пропозицію, заборонив голосувати з цього приводу. Однак після довгих дебатів було проведено необов'язкове солом'яне опитування. Результат опитування був рішуче на користь зміни назви. В результаті було прийнято рішення займатися цим питанням на іншому Соборі (який відбудеться через два роки).
На початку 1960-х років митрополія відновила спілкування з патріархом Московським. У 1968 р. митрополія та Російська церква неформально спілкувались для вирішення давніх розбіжностей. Представники митрополії домагалися права самоврядування, а також усунення російської юрисдикції з усіх питань, що стосуються Американської церкви. Офіційні переговори з цього питання розпочалися в 1969 р. 10 квітня 1970 р. Патріарх Олексій I та чотирнадцять єпископів Священного Синоду Російської Церкви підписали офіційний Томос про автокефалію, який зробив нещодавно перейменовану Православну церкву в Америці п'ятнадцятою автокефальною православною церквою. Зміна назви, як і надання автокефалії, було офіційно прийнято на 14-му Всеамериканському Соборі (також відомому як 1-й Всеамериканський Собор у знак визнання нової незалежности церкви) у жовтні 1970 року.
Надання автокефалії Московським патріархатом, який тоді знаходився під оперативним контролем КДБ СРСР, Вселенський патріархат Константинополя рішуче засудив як акт, що перевищував повноваження першого та порушував священні канони. У даний час автокефалія ПЦА визнана лише незначною часткою інших автокефальних православних церков. Хоча всі православні церкви визнають ПЦА як канонічну, а її таїнства дійсними.
ПЦА була членом Постійної конференції православних єпископів в Америці (SCOBA), разом з Грецькою православною архиєпархиєю Америки, Антіохійською православною християнською архиєпархиєю Північної Америки (АПЦА) та іншими юрисдикціями-членами. У 2010 році SCOBA було розпущено шляхом створення нової Асамблеї канонічних православних єпископів Північної та Центральної Америки, яка була вповноважена православними патріархатами в 2009 році на засіданні в Швейцарії. Нещодавно було серйозно розглянуто можливе злиття між ПЦА та АПЦА. Обидві групи поділяють значну спільну історію — сирійський священник Рафаель Гавауней був посланий Московським патріархатом наприкінці XIX століття місіонером до арабомовних православних християн, які проживають у Північній Америці. Рафаель був висвячений на єпископа в 1904 році, і його паства врешті-решт стала АПЦА. Єпископ Рафаель був канонізований в березні 2000 року як святого Рафаеля Бруклінського.

### Фінансовий скандал
У 2005 році колишній скарбник протодиякон Ерік Вілер публічно звинуватив адміністрацію ПЦА у фінансових проступках. Вілер стверджував, що мільйони доларів, пожертвувані церкві, були неналежним чином використані на особисті витрати або на покриття недоліків на церковних рахунках.
3 вересня 2008 року було опубліковано 32-сторінковий звіт, який стосувався фінансового скандалу та рекомендував «дисципліну» для п'яти осіб, включаючи тодішнього примата митрополита Германа, його попередника митрополита Феодосія та двох колишніх скарбників, а також колишнього контролера. У тому ж звіті рекомендувалося тодішньому предстоятелю митрополиту Герману негайно подати у відставку або звільнитися зі своєї посади, або ризикувати бути відхиленим.
Через день після виходу звіту митрополит Герман подав у відставку з посади митрополита. Того листопада ПЦА обрала нового Предстоятеля на 15-й щорічній Всеамериканському соборі. Митрополит Йона (Паффгаузен) був обраний тому, що його нещодавно призначили єпископом (лише за 11 днів до цього) і, як вважали, не брав участь у попередньому фінансовому скандалі. Митрополит Йона негайно зайняв рішучу позицію проти попереднього скандалу і став дуже публічним митрополитом, прагнучи відшкодувати шкоду, заподіяну попереднім скандалом, і вивести ПЦА в публічну сферу. Митрополит Йона також прагнув поліпшити відносини з неправославними групами і особливо прагнув відновити відносини між ПЦА та традиційними англіканськими групами. Його двічі запрошували виступити на конференції Англіканської церкви в Північній Америці в 2009 та 2012 роках.
Не минуло й чотирьох років після обрання, як митрополит Йона просив Священний Синод одноголосним рішенням подати у відставку. Хоча спочатку остерігатися оприлюднення інформації про відставку, Священний Синод відчув спонукання опублікувати публічну заяву про його звільнення через чутки, що поширювались про їхні наміри. У заяві, яку вони оприлюднили на офіційному вебсайті ПЦА, деталізується кілька адміністративних рішень, прийнятих митрополитом Йоною, згідно з якими Священний Синод вважає, що церква та її члени піддаються ризику. У заяві Священний Синод пояснив причину, через яку вони утримували інформацію спочатку, щоб захистити репутацію та цілісність митрополита Йона, а також захистити всіх, хто бере участь у прийнятих ним конкретних рішеннях.
13 листопада 2012 р. Надзвичайний Всеамериканський собор обрав архиєпископа Філадельфію та Східну Пенсильванію Тихона Молларда митрополитом усієї Америки та Канади. Він був інтронізований 27 січня 2013 року. Митрополит Тихон є наверненим до православної віри і багаторічним ченцем монастиря Святого Тихона в Південному Ханаані, штат Пенсильванія.

### Визнання автокефалії
Автокефалія ПЦА визнана Московським патріархатом, Грузинською апостольською автокефальною православною церквою, Болгарською православною церквою, Польською автокефальною православною церквою та Православною церквою Чеських земель та Словаччини, хоча, що цікаво, болгарські, грузинські, російські та сербські патріархати продовжують утримувати парафії в межах юрисдикції, про яку заявляє ПЦА. Антіохійський патріархат та Румунська православна церква не висловили чіткої позиції з цього приводу.
Постійним противником автокефалії ПЦА залишається Вселенський патріархат, який до 1990 року не підтримував жодного контакту з американською церквою. На думку константинопольських патріархів, лише цей патріарх має право створювати автокефальні церкви на територіях, які традиційно не є православними. Вселенський патріархат стверджує, що Московський патріархат не мав повноважень надавати автокефалію, частково тому, що на той час Московська церква фактично управлялася радянською владою. Також Вселенський патріарх посилається на канон 28 Халкідонського собору, який затвердив юрисдикцію Константинопольського єпископа в єпархіях, розташованих «серед варварів» (тобто за межами Римської імперії), як джерело прав і повноважень Вселенського патріархату в цьому питанні.
Апологети автокефалії ПЦА стверджують, що указ не потребував схвалення Вселенського патріархату, оскільки рішення Московського патріархату було внутрішньою справою. Багато автокефальних церков, включаючи Московську (, протягом багатьох років не були визнані такими, хоча їх автокефалія була надана саме Вселенським патріархатом.
Переговори, спрямовані на регулювання двосторонніх відносин, велися між Константинопольським патріархатом та Церквою в Америці у 1990—1991 рр. Під час взаємних візитів ієрархів: патріарха Димитрія та митрополита Теодосія. У 1994 році під час засідання єпископів усіх юрисдикцій, що діють на американському континенті в Лігоньє, єпископи структур, підпорядковані Константинопольському патріарху, заявили про готовність співпрацювати з ієрархиєю ПЦА для побудови однієї церкви в США та Канаді. Попри це, офіційна позиція патріархату не змінилася.
Інші церкви, хоча вони офіційно не визнають канонічну природу ПЦА, на практиці вони підтримують регулярні контакти. Ця церква бере участь у всеправославних конференціях, однак через відсутність загального визнання вона не може брати участь у всеправославному діалозі з іншими конфесіями. Хоча статус ПЦА викликає сумніви, подібні застереження не стосуються дійсности його таїнств та статусу індивідуального духовенства.

### XXI століття
Нині Православна церква Америки має понад 500 парафій, 19 монастирів, 11 єпископів та 550 священників. Глава церкви має титул Блаженнійшого Архиєпископа Нью-Йоркського, Митрополита всієї Америки і Канади. Його резиденція — в Нью-Йорку. Офіційний орган — газета «Православна Церква».
Мова богослужінь переважно англійська, також застосовуються церковнослов'янська, іспанська та мови національних меншин.
Існують три семінарії: Свято-Володимирська (м. Крествуд, штат Нью-Йорк), Свято-Германівська (м. Кадьяк, штат Аляска), Свято-Тихонівська (Саут-Кейнан, штат Пенсильванія). Деканом Свято-Володимирською семінарії з 1962 по 1983 був протопресвітер Олександр Шмеман.

#### Відносини з Православною церквою України
Православна церква України, як інші десять помісних автокефальних православних церков вважає Православну церквку Америки структурою Московського патріархата, а не автокефальною церквою. Щодо позиції ПЦА щодо ПЦУ, то Собор єпископів Православної церкви Америки в архипастирському посланні від 28 січня 2019 року повідомив, що стосовно Церкви в Україні постановив наступне:

- 1. Продовжувати визнавати і підтримувати митрополита Онуфрія в якості канонічного глави і предстоятеля Української православної церкви;
- 2. Утриматися, поряд з деякими з наших братніх Церков, від визнання Православної церкви України;
- 3. Не робити змін в диптихах, відзначаючи, що Православна церква Америки не отримувала офіційного прохання робити такі зміни;

<…>

## Кількість вірян
Точна кількість прихожан ПЦА обговорюється. Згідно з виданням Щорічника американської та канадської церков за 2006 рік, ПЦА налічує 1 064 000 членів, що на 6,4 відсотка більше, ніж у 2005 році. Цей показник ставить ПЦА як 24-ю за величиною християнську церкву в США та другу за величиною східно-православну церкви в країні, після Грецької православної архиєпархії Америки.
У 2000 році дослідження Олексія Д. Криндача, православного інституту Патріарха Атінагора, показало значно нижчий показник — 115 100 прихильників (охрещених православних, які хоча б іноді відвідують богослужіння та їх діти) та 39 400 повноправних членів (особи старше 18, сплачуючи щорічні членські внески до Церкви). Для порівняння, Грецька православна архиєпархія зазначила 440 000 прихильників. У відповідь на дослідження представник ПЦА заявив, що церква має «близько 750 000 дорослих та дітей».
У 2004 р. Джонатан Іванов заявив у своїй презентації на Євангелізаційній конференції ПЦА, що кількість переписів у церкві у 2004 р. становила 27 169, а кількість членів у 1990—2000 рр. Зменшилася на 13 відсотків. Крім того, в ній зазначено, що кількість населення ПЦА в континентальній частині Сполучених Штатів скорочується від шести до дев'яти відсотків на рік.
У 2011 році вийшов «Атлас американських православних християнських церков», виданий «Holy Cross Orthodox Press» на основі досліджень Олексія Кріндатча. У ньому є великі дані про різні православні церкви в США, включаючи як східно-православні, так і орієнтальні православні групи (а також групи, які ці дві групи вважають неканонічними). Публікація схвалена Асамблеєю канонічних православних єпископів і використовується різними комісіями Асамблеї як частина їхніх досліджень та планування. «Атлас» перелічує членство США в ПЦА як 84 900, 33 800 з яких, за його словами, є регулярними відвідувачами церкви. У ньому вказано, що ПЦА має 551 парафію та 19 монастирів у Сполучених Штатах. Це також вказує на штати з найбільшою концентрацією парафій ПЦА: Аляска (з 86), Пенсильванія (з 83), Каліфорнія (з 43) та Нью-Йорк (з 41).

## Організація та структура

### Єпископство
Вищою канонічною владою ПЦА є Священний Архиєрейський Синод, до складу якого входять усі єпархіальні єпископи церкви. Головою Священного Синоду за посадою є митрополит. Священний Синод збирається двічі на рік; однак спеціальні сесії можуть бути призначені або митрополитом, або на прохання принаймні трьох єпархіальних єпископів.

### Митрополит
Предстоятелем ПЦА є митрополит. Він також є єпископом однієї з єпархій церкви. З іншими єпископами церкви митрополит вважається першим серед рівних. Його офіційний титул — «Митрополит усієї Америки та Канади». Його роль полягає в управлінні благополуччям церкви та в її представництві в інших православних церквах, релігійних організаціях та світській владі. Митрополит обирається, коли це необхідно, Священним Синодом на Всеамериканським собором (загальній раді духовенства та мирян ПЦА). Для митрополита немає обмежень щодо віку чи терміну, і він може вийти на пенсію в будь-який час, але зазвичай це робиться лише за станом здоров'я.

### Єпархії
Єпархія є основним церковним органом, який включає всі парафії певного географічного району. Нею керує єпархіальний єпископ за сприяння Єпархіального Збору та Єпархіальної Ради. У даний час ПЦА складається з дванадцяти географічних та трьох етнічних єпархій (албанської, болгарської та румунської). Межі етнічних єпархій накладаються на певні географічні. Ці єпархії є результатом приєднання менших етнічних юрисдикцій до ПЦА в якийсь момент її історії, як правило, після відриву від інших органів. Єпархії створюються Священним Синодом, коли це необхідно, і Синод може також змінювати межі існуючої єпархії.

### Всеамериканський собор
Відповідно до Статуту Православної Церкви в Америці, Всеамериканський Собор є «найвищим законодавчим та адміністративним органом у Церкві». Собор складається приблизно з Митрополита, усіх єпископів, священників та обраних мирян. Метою Всеамериканського собору є обговорення і голосування з питань Церкви. За потреби Собор також обирав нових митрополитів.
Період між Всеамериканськими соборами встановлений у три роки, хоча це не завжди так. Перші тринадцять соборів (що проходили в 1907—1970 рр.) називаються загальноамериканськими соборами, що відображає юрисдикційні зв'язки Американської церкви з Російською православною церквою. Чотирнадцятий Собор (проведений у 1970 р.) спільно відомий як 1-а Всеамериканський собор, що відображає автокефальний статус ПЦА. Останній Всеамериканський собор (19-а) відбувся в липні 2018 року в Сент-Луїсі, штат Міссурі.

### Митрополитський собор
Митрополитський собор є постійно діючим виконавчим органом адміністрації Церкви. Йому доручено виконувати рішення Всеамериканського собору, а також вирішувати бюджетні проблеми Церкви. Собор очолює голова (нинішній митрополит), до її складу входять канцлер, секретар, скарбник ПЦА, а також обрані священнослужителі та миряни. Зазвичай він збирається двічі на рік, але в грудні 2006 року було проведено рідкісне спільне засідання між Митрополитським собором та Священним Архиєрейським Синодом.